# Rapanea wightiana
Rapanea wightiana là một loài thực vật có hoa trong họ Anh thảo. Loài này được (Wall. ex A. DC.) Mez miêu tả khoa học đầu tiên năm 1902.